# Шведська колонізація Америки
Шведська колонізація Америки розпочалась у XVII ст. в Північній Америці на річці Делавер, на території сучасних штатів Делавер, Нью-Джерсі, Пенсільванія і Мериленд; також до шведських колоній відносяться два володіння в Карибському морі, якими Швеція володіла в XVIII та XIX ст.
До 1809 року Фінляндія була частиною Швеції, тому багато переселенців в колоніях були фінами або розмовляли фінською мовою. Фіни приїхали до Америки, в основному, з віддалених районів Саво і Кайнуу, де була поширена підсічна система землеробства, тому люди швидко звикли до освоєння незайманих земель.
Шведи і фіни принесли в Америку традицію спорудження будинків зі зрубу, і вони стали типовими будинками першовідкривачів.

## Північна Америка
Королівство Швеція до середини XVII століття досягло вершини своєї могутності в Європі і стало справжньою Балтійською імперією, включивши до свого складу багато територій.
Колонія Нова Швеція (1638—1655) знаходилась вздовж ріки Делавер. Це були поселення на території сучасних штатів Делавер (наприклад, Вілмінгтон), Пенсільванія (наприклад, Філадельфія) і Нью-Джерсі (наприклад, Новий Стокгольм і Свідесборо). Вілмінгтон в ті часи був фортом і називався на честь шведської королеви Христини. Місто Бріджпорт називався Новим Стокгольмом.
Колонію завоювали голландці, які почали дослідження цих територій раніше і сприймали присутність шведських колоністів в Північній Америці як загрозу своїм інтересам в колонії Нова Голландія. В травні 1654 року губернатор Нової Швеції Йохан Рост зі своїми солдатами окупував один з голландських фортів, Казимир. У відповідь Пітер Стойвесант, останній губернатор Нових Нідерландів, в кінці літа разом з сотнями солдатів переправився через ріку Делавер і забрав Казимир назад, а також захопив шведські форти Христини і Трійці. Губернатор Нової Швеції погодився передати йому всі свої права на неї, і на цьому 17-річна історії колонії закінчилась. Незважаючи на це, умови проживання шведських і фінських поселенців були досить хорошими: голландці дозволили їм зберегти власне озброєне військо, церкву, суд з земельних питань і, навіть, часткову політичну автономію.
Така ситуація тривала до 1664 року, коли Нові Нідерланди захопила Англія, і у 1682 році ця територія була включена Вільямом Пеном до складу колонії Пенсильванія. До того часу кількість шведських поселенців, навіть, збільшувалась, і у 1669 році вони заснували нове поселення біля сучасної Філадельфії.

## Карибське море
Острів Сен-Бартелемі (1787—1878 роки шведського правління), який Швеція купила у Франції, а потім знову їй продала, діяв як порто-франко (вільний порт). На острові була створена Шведська Вест-Індійська компанія, яка займалася також ввезенням рабів та проіснувала до 1805 року. У 1846 році на острові відмінили рабство. Впродовж шведського правління на острів прибували іммігранти з країн Північної Європи, а також Бретані. Адміністративний центр Густавія, названий на честь шведського короля, носить цю назву досі.
Гваделупа у 1813-14 рр. була окупована шведами під час Наполеонівських воєн, але згодом її повернули Франції.

## Інші поселення
Шведські іммігранти продовжували прибувати до Америки. Середина XIX — початок XX століть — період великої шведської імміграції в США. Близько 1,3 млн шведів переїхали в Америку за цей час. Сьогодні в США налічується 3 998 310 шведів.
Завдяки Дону Педру II, імператору Бразилії, який заохочував імміграцію, багато шведів приїхали до Бразилії та поселились, в основному, в містах Жоінвілі і Іжуі. В кінці XIX ст. провінція Місьйонес в Аргентині стала великим центром шведської імміграції, де закладені основи формування шведських аргентинців як національної общини.